# Kōwa Seki

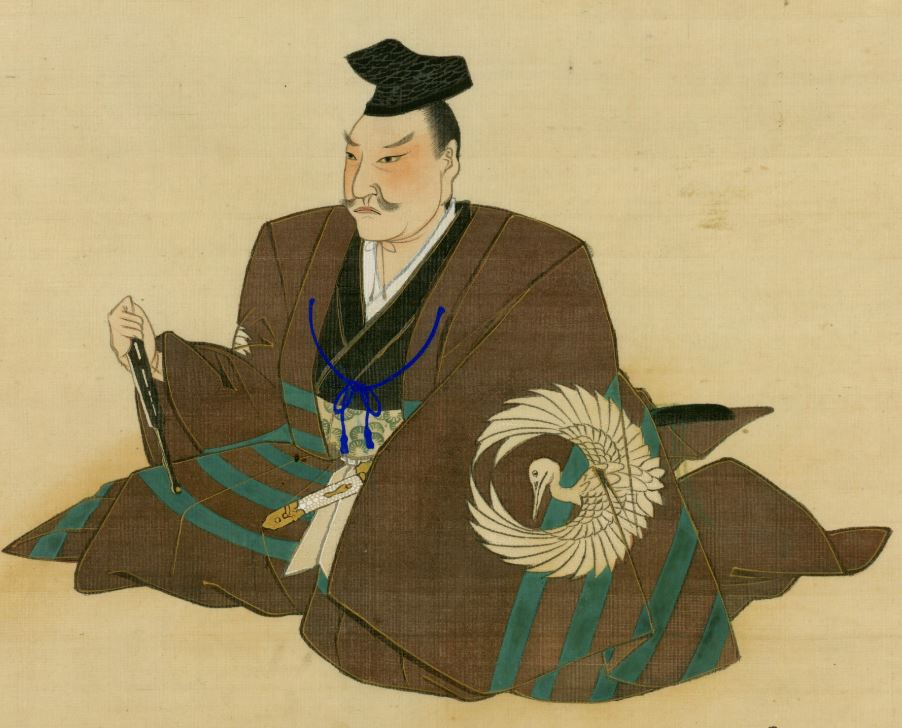
Kōwa Seki.

Kōwa Seki, conosciuto anche come Seki Takakazu (関孝和?; Fujioka, 1642 – Edo, 24 ottobre 1708), è stato un matematico giapponese.

## Biografia
Nato a Fujioka, nell'antica provincia di Kōzuke (corrispondente all'odierna prefettura di Gunma), nella regione del Kantō, Seki ideò un nuovo sistema di notazione matematica (endan-jutsu) e lo impiegò per formulare autonomamente molti teoremi e teorie che erano stati - o sarebbero state di lì a poco - scoperte in Occidente. Gran parte della sua reputazione gli deriva, tuttavia, dalle riforme sociali che introdusse allo scopo di sviluppare lo studio della matematica in Giappone e di renderlo ampiamente accessibile. 
Seki fu un illustre esponente della scuola wasan, che considerava la matematica più vicina all'arte che alla scienza o alla tecnologia. Nonostante ciò (o, forse, proprio per questo), i matematici wasan spesso precedettero quelli occidentali nella scoperta di importanti teoremi e algoritmi, soprattutto nell'algebra lineare, nella multilineare e nella soluzione approssimata delle equazioni algebriche nonlineari.
Un contributo notevole di questo matematico all'algebra fu la scoperta del determinante: studiò le matrici 2×2 e 3×3, e pur non essendo in grado di determinare una formula generale, ottenne comunque un risultato più generale di quello che Leibniz avrebbe ottenuto dieci anni più tardi. A Seki è attribuita la scoperta dei numeri di Bernoulli prima di Jacob Bernoulli e la riscoperta autonoma di molti risultati del calcolo infinitesimale. Egli inoltre fu il primo in Giappone a studiare i quadrati magici e le equazioni diofantee. 
Introdusse i caratteri kanji per rappresentare variabili e incognite nelle equazioni, ed anche se fu obbligato a limitare il suo lavoro alle equazioni fino al quinto grado - il suo alfabeto algebrico (endan-jutsu) non era adatto alle equazioni generiche dell'n-esimo ordine - fu in grado di creare equazioni con coefficienti letterali di qualsiasi grado e con diverse variabili, e di risolvere equazioni simultanee. In questo modo fu in grado di derivare l'equivalente di f(x), e quindi di giungere alla nozione di discriminante - una funzione speciale della radice di un'equazione polinomiale esprimibile mediante i coefficienti del polinomio.
Un altro dei contributi di Seki fu sulla rettificazione del cerchio, ovvero il calcolo del pi greco; ottenne un valore che era corretto fino al nono decimale, risultato che i suoi allievi portarono alla precisione fino al 18º decimale.